# Pàl·lia

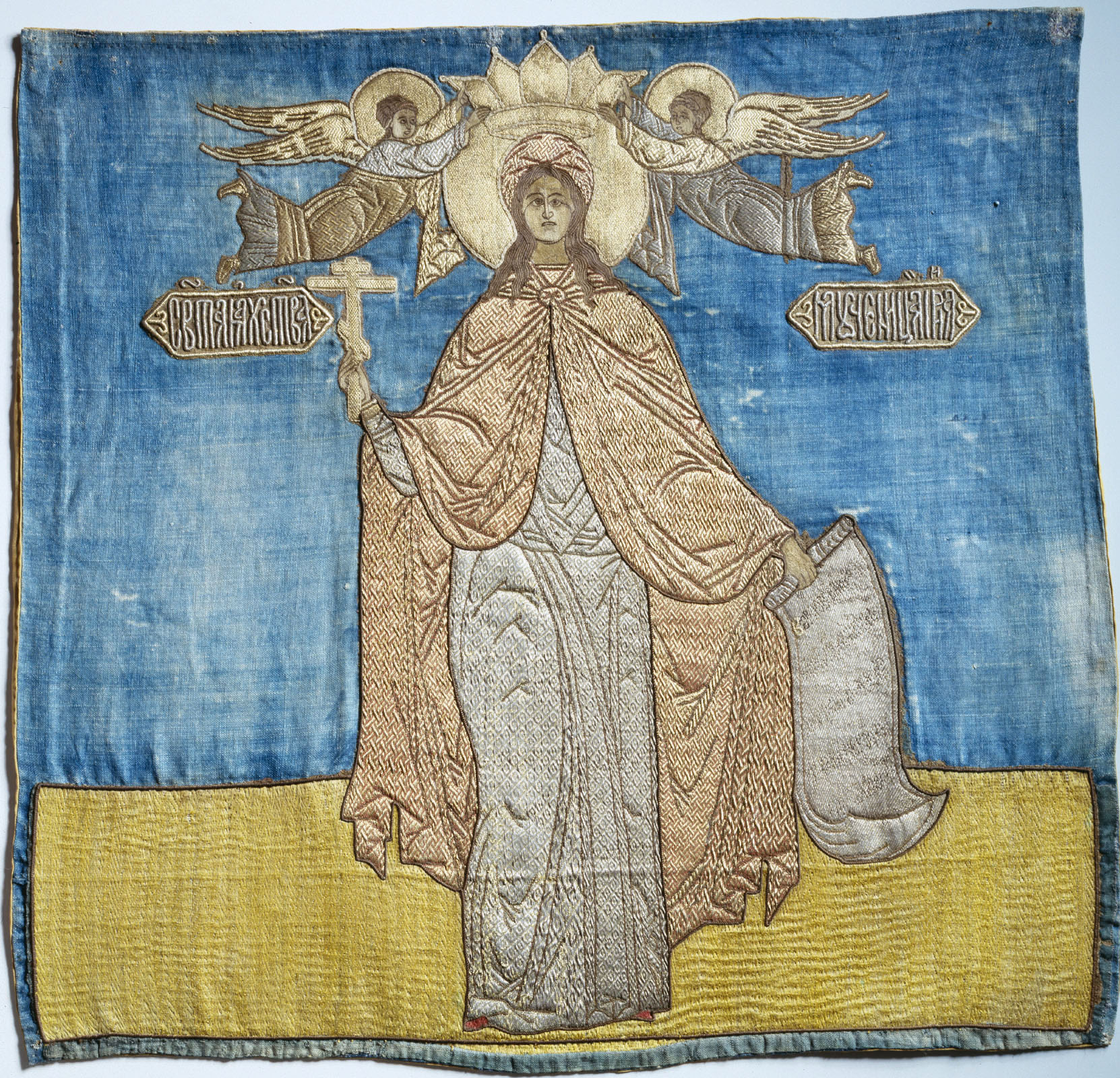
Pelena-muchenitsaIrina

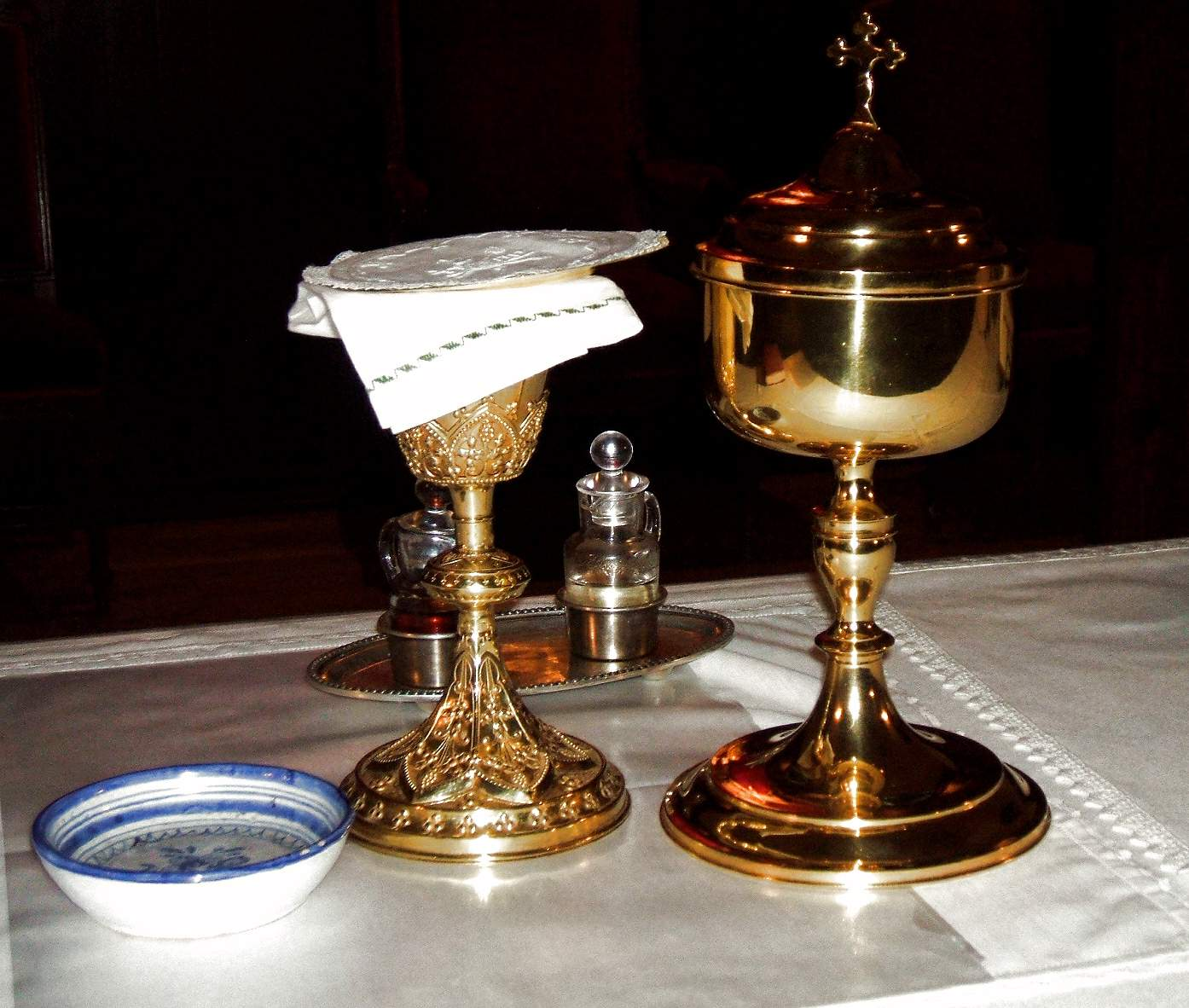
Pàl·lia

La pàl·lia o cobrecalze és una peça quadrada molt rígida, d'aproximadament 12 a 15 cm de costat, generalment constituïda d'un tros de cartró embolicat en un teixit blanc. Ha destinat a estar posada sobre el calze durant la missa amb la finalitat de protegir el seu contingut. Al començament i al final de missa, la pàl·lia es posa sobre la patena.